# Fagelia bitumimosa
Fagelia bitumimosa là một loài thực vật có hoa trong họ Huyền sâm. Loài này được (Kuntze) DC. mô tả khoa học đầu tiên năm 1825.